# Emilie Lundberg
Emilie Mathilda Lundberg, född 20 januari 1858 i Stockholm, död där 6 juni 1889, var en svensk författare och skådespelare.

## Biografi
Lundberg var dotter till målarmästaren Erik Anton Lundberg och Emilia Maria Charlotta Andersson. Hon var ogift. År 1877 arbetade hon som skådespelare i Milano i Italien där hon bland annat medverkade i det av henne själv författade men opublicerade dramat Amore ed onore (Kärlek och ära). 
Åren 1882–1883 var hon anställd vid Kungliga Dramatiska Teatern i Stockholm. Hon slutade på teatern för att ägna sig åt sitt författarskap.
Hennes första utgivna pjäs var det historiska skådespelet Frihetsvännerna som utkom 1882. Hon skrev därutöver romanen Ur tvenne världar 1885, som på ett tidstypiskt sätt skildrar en kvinnas val mellan kärleken och konsten, samt komedin Förlåt mig (1886).
Hon skrev även komedin Väninnor 1886, som aldrig utgavs i bokform, men som spelades på Nya Teatern i Stockholm.

## Rollfoton

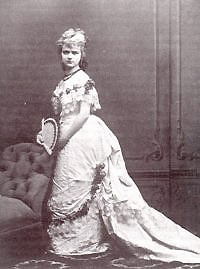
I rollen som Daisy i det av henne själv skrivna skådespelet Amore ed onore.

### Handskrivet manuskript
- Väninnor. 1886. Dramawebben.